# Георг Річер
Георг Річер (нім. Georg Rietscher; 3 грудня 1918 — 21 вересня 1991) — німецький офіцер, лейтенант резерву вермахту. Кавалер Лицарського хреста Залізного хреста з дубовим листям.

## Біографія
В 1940 році призваний на службу в армію, навідник 14-ї роти протитанкових гармат 513-го піхотного полку. Учасник Французької кампанії і німецько-радянської війни. Відзначився у боях під Харковом, під час спроби прориву радянських танків, і в Донецькому регіоні. В 1943 році відкликаний в Берлін, де до кінця війни служив у караульному полку «Велика Німеччина».

## Нагороди
- Залізний хрест
  - 2-го класу (9 жовтня 1941)
  - 1-го класу (23 травня 1942)
- Штурмовий піхотний знак в сріблі
- Нагрудний знак «За поранення» в чорному
- 2 нарукавних знаки «За знищений танк»
- Лицарський хрест Залізного хреста з дубовим листям
  - лицарський хрест (27 червня 1942)
  - дубове листя (№ 210; 14 березня 1943)
- Медаль «За зимову кампанію на Сході 1941/42» (26 серпня 1942)